# Opera Rara
Opera Rara je britské hudební vydavatelství věnující se uvádění a nahrávání zapomenutých oper Giacoma Meyerbeera, Gaetana Donizettiho a dalších skladatelů vrcholného období belcanta.

## Historie
Společnost vznikla v Londýně v roce 1970. Založili ji dva Američané, Patric Schmid a Don White. V roce 1972 realizovala Opera Rara jako první projekt představení opery Giacoma Meyerbeera Křižák v Egyptě (Il crociato in Egitto). Společnost vydala řadu světových premiér nahrávek děl Saveria Mercadanteho, Giovanniho Paciniho, Jacquese Offenbacha, Johanna Simona Mayra, Vincenza Belliniho, Gioacchina Rossiniho, Federica Ricciho, Ferdinanda Paëra a nahrávek původních verzí oper Giuseppe Verdiho. Hudební nosiče jsou mezinárodně distribuovány společností Warner Classics.